# سقوط دوباره
«سقوط دوباره» (انگلیسی: Fall Again) ترانه‌ای از خواننده و ترانه‌نویس اهل ایالات متحده آمریکا مایکل جکسون و رابین تیک برای آلبوم مجموعه نهایی (۲۰۰۴) است. ترانه در ۱۶ نوامبر ۲۰۰۴ ازطریق اپیک رکوردز منتشر شد.